# Olivier Sorlin
Olivier Sorlin (* 9. April 1979 in Saint-Étienne) ist ein ehemaliger französischer Fußballspieler. Der Mittelfeldspieler bestritt 386 Spiele in der Ligue 1.

## Karriere

### Vereine
Sorlin begann seine Profikarriere 1997 bei ASOA Valence und wechselte 1999 zum HSC Montpellier. Von 2002 bis 2005 war er für Stade Rennes aktiv, bevor er 2005 einen Vertrag bei der AS Monaco unterschrieb. Nach nur einem Jahr in Monaco ging er 2006 zurück zu Stade Rennes. Seine einzige Auslandsstation war von 2009 bis 2010 ein Engagement bei PAOK Thessaloniki. Ab Ende August 2010 spielte Sorlin für den FC Évian Thonon Gaillard. Mit dem Verein stieg er nach der Saison 2010/11 als Meister der Ligue 2 in die höchste französische Spielklasse auf. Nach den Spielzeiten 2014/15 und 2015/16 folgte jeweils der Abstieg zunächst in die Ligue 2 und anschließend in die drittklassige National. Ende August 2016 schloss sich Sorlin dem unterklassigen Verein FC Annecy an. Im Juli 2018 wechselte er zum unterklassigen Cluses-Scionzier FC, bei dem er 2022 seine Karriere beendete.

### Nationalmannschaft
Im Mai 2002 spielte Sorlin mit der französischen U21-Nationalmannschaft bei der U21-Europameisterschaft in der Schweiz. Er kam im Turnier viermal zum Einsatz und erzielte dabei zwei Tore, womit er den zweiten Platz der Torjägerliste belegte. Am 28. Mai 2002 unterlag die Mannschaft im Finale der tschechischen Auswahl im Elfmeterschießen. Insgesamt absolvierte Sorlin für die U21 28 Spiele und erzielte 9 Tore.

## Erfolge
FC Évian Thonon Gaillard
- Aufstieg in die Ligue 1 als Meister der Ligue 2: 2011

Nationalmannschaft
- Vize-U21-Europameister: 2002